# Johnny Mathis (cestista)
John C. Mathis, detto Johnny (Eastman, 14 luglio 1943 – 7 settembre 2023), è stato un cestista e allenatore di pallacanestro statunitense, professionista nella ABA.

## Palmarès
- Campione EBA (1972)